# Coeducación

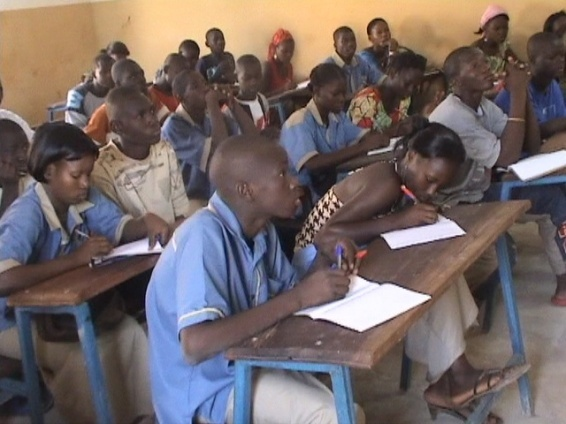
Educación mixta en un liceo en Malí.

La coeducación es un método educativo que parte del principio de la igualdad de género y la no discriminación por razón de sexo. Coeducar significa no establecer relaciones de dominio que supediten un sexo a otro, sino incorporar en igualdad de condiciones las realidades y la historia de las mujeres y de los hombres para educar en la igualdad desde la diferencia. Un concepto relacionado es el de educación mixta, que hace referencia a la educación integral de hombres y mujeres en la misma institución.
Se debe entender la coeducación como la acción educativa que promueve espacios de igualdad de trato y oportunidades para hombres y mujeres, en base al respeto, la tolerancia y alejado de todo sexismo. La interpretación del concepto de coeducación más allá de los espacios compartidos, lo que se traduce en la utilización de metodologías no sexistas que han sido analizadas y discutidas por los/as docentes. Por tanto, plantea desafíos en torno a la participación de hombres y mujeres en la escuela.

## Historia
Cuando se pusieron en marcha en el siglo XIX los sistemas escolares estos optaron por la separación de sexos por razones morales ―no se debía fomentar la promiscuidad― y educativas ―la finalidad de la educación de los chicos era diferente de las chicas: a ellos debía darles la formación necesaria para actuar en el espacio público, con lo que cuando acabaran los estudios secundarios podían obtener el título de bachillerato; a ellas debía proporcionarles los conocimientos útiles para ser buenas madres y esposas, con lo que cuando acabaran sus estudios recibían un simple diploma que no les permitía acceder a los estudios superiores ―. Sin embargo, en las pequeñas localidades o en las que eran demasiado pobres los centros escolares eran necesariamente mixtos ―en Francia hacia 1860 había 35.000 escuelas de niños, 14.000 de niñas y 17.660 de niños y niñas―, aunque en estos casos las autoridades tomaban las debidas «precauciones» para que recibieran una educación «sana», como poner «una mampara de al menos un metro de altura entre los niños de los dos sexos» u ordenar que se tomaran las disposiciones adecuadas para «que estén separados en todos los ejercicios y para evitar que entren y salgan al mismo tiempo», como se decía en unas circulares del gobierno francés de 1833 y 1834.
La educación separada por sexos estuvo más extendida en los países de mayoría católica que en los países de mayoría protestante. El ejemplo más extremo serían los estados del norte de Estados Unidos donde la coeducación tuvo un desarrollo precoz y así prácticamente desde sus inicios la mayor parte de las escuelas de primaria y de secundaria eran mixtas. Allí, como ha destacado la historiadora Odile Roynette, «la coeducación era concebida como una preparación para la vida adulta y como un instrumento de pacificación de las costumbres masculinas». Esta última idea de que la coeducación podía «pacificar» las costumbres masculinas fue el motivo principal para que se pusieran en marcha experiencias de coeducación en algunos países europeos en la segunda mitad del siglo XIX. En ocasiones fueron muy criticadas especialmente en la prensa que las acusaba de provocar atracciones malsanas, aunque los inspectores se sorprendían por «el respeto y la cordialidad que reinan en las relaciones de chicos y de chicas».
Durante la Gran Guerra los países beligerantes se vieron obligados a organizar clases mixtas de niños y niñas a causa de que muchos maestros fueron enviados al frente para combatir y de las mismas se hicieron cargo maestras. En los años siguientes la coeducación recibió un gran impulso y llegó a alcanzar en algunos países a la mitad de los centros escolares. La extensión de la coeducación en el periodo de entreguerras provocó la alarma en el seno de la Iglesia Católica hasta el punto de que en 1929 el papa Pío XI la condenó en la encíclica Divini illius magistri alegando razones morales y teológicas:

Es un error… este método llamado coeducación de sexos, método fundado… sobre un naturalismo negador del pecado original. (…) El Creador ha ordenado y dispuesto la perfecta comunidad de vida entre los dos sexos solamente en la unidad del matrimonio… No hay por otra parte ninguna razón que muestre que la promiscuidad, todavía menos una igualdad de formación, pueda o deba existir.

En Europa, y en general en el mundo occidental, la coeducación se generaliza después de la Segunda Guerra Mundial estableciéndose por ley, como en Francia, donde en 1959 se autorizan los liceos mixtos y en 1963 las escuelas secundarias elementales mixtas hasta que en julio de 1975 se aprueba la Ley Haby que la establece como norma obligatoria para todo el sistema educativo. El impulso definitivo de la coeducación es consecuencia del cuestionamiento del rol social tradicional de la mujer que se produce en los años 1960 y que tendrá su máxima expresión en el movimiento de Mayo del 68.
El Consejo de Europa aprobó en 2019 una recomendación para prevenir y combatir el sexismo, considerando sexistas actos que atentan contra la dignidad y derechos de las personas (daño, intimidación, humillación, exclusión, etc.), y que perpetúan los estereotipos de género.
Fuera del mundo occidental la coeducación se ha encontrado con múltiples obstáculos provenientes sobre todo del rechazo radical por parte del integrismo religioso, debido sobre todo al lugar inferior que asignan estos a las mujeres en el seno de la sociedad y de la familia.
En el mundo occidental la vuelta a una educación diferenciada por sexos (o educación segregada, como la llaman sus detractores) ha sido defendida desde finales del siglo XX por dos nuevos sectores que se han unido a la tradicional oposición a la coeducación por parte de los integristas religiosos cristianos. Se trata de determinadas feministas radicales, que alegan que la coeducación refuerza los estereotipos de género (en detrimento de las niñas) y que da más ventaja a los chicos en las enseñanzas profesionales y científicas, y de ciertos grupos de padres que temen que sus hijas sufran violencias sexistas o novatadas o que le echan la culpa a la coeducación de los malos resultados de sus hijos varones.
Frente a las últimas críticas a la coeducación los defensores de la misma, como la filósofa francesa Elisabeth Badinter que la considera un «progreso considerable», afirman que «mezclarse y confrontarse [chicos y chicas] desde la más tierna edad facilita el conocimiento de las personas del otro sexo y la forma en que ellas se comportan».

## Pilares
Pilares fundamentales sobre los que se sustenta la coeducación:
1. Tener un pensamiento crítico en situaciones de aprendizaje, tanto a nivel social, como educativo.
2. Utilizar un lenguaje no sexista, por ello, el profesorado debe estar formado.
3. Requerir una visibilización de las mujeres. El conocimiento de la labor femenina debe ser valorado.
4. Tener autonomía personal e independencia económica de la mujer, con lo que se debe eliminar fenómenos como el “techo de cristal”, además de las diferencias salariales o asignación de puestos por género.

## Principios
Los principios de la coeducación son:
- La existencia de actitudes y valores que puedan ser aceptados y asumidos por personas de cualquier sexo.
- El desarrollo de la personalidad sin barreras de género, superando la desigualdad social entre hombres y mujeres.
- No hacer diferencia entre «lo masculino» y «lo femenino».
- Favorecer una educación integral, que no oculte a las mujeres.
- Hacer uso de lenguajes diversos e inclusivos, abiertos a la comunicación interpersonal.
- No reducir esta tarea al ámbito de la enseñanza, con el objetivo de transformar las concepciones sociales que mantienen una clara situación discriminatoria.

## Coeducación en el ámbito educativo
La coeducación en el ámbito educativo persigue erradicar la desigualdad de género con la incorporación de un modelo escolar coeducativo apoyado en la disposición espacial, la transformación de contenidos y metodologías, con ayuda de cambios de perspectiva y el tratamiento transversal del problema. Se deben aplicar estas medidas para superar la educación sexista y jerárquica, y favorecer el desarrollo personal, la socialización y aceptación, vinculados a valores y actitudes íntegras alejadas de estereotipos.
En el marco pedagógico se contempla la igualdad de género desde un enfoque democrático considerando la diversidad existente y el contexto actual, con el fin de construir una sociedad basada en el respeto, la igualdad y la diversidad, distanciado de la violencia machista. Agentes como las instituciones educativas y las familias son clave para llevar a cabo una educación en valores.
La formación inicial y permanente del docente en cuanto a igualdad, es un aspecto clave para promover un pensamiento crítico ante una educación estereotipada. La igualdad de oportunidades entre hombres y mujeres es un principio democrático generado por las instituciones educativas como espacios decisivos para la educación en valores.
El principal objetivo de la coeducación, en el proceso de enseñanza-aprendizaje, es romper los estereotipos sexistas, promoviendo la igualdad y el respeto entre ambos géneros. La coeducación es un proceso educativo y es fundamental que se inicie en la primera infancia, etapa en la que el alumnado empieza a establecer su identidad de género en función a la realidad social que les rodea. Para poder reflejar este proceso educativo en el aula, se deben llevar a cabo ciertas estrategias coeducativas como:
- Educar para que los niños y las niñas se sientan bien, siendo lo que quieren ser.
- Ofrecer tanto al género femenino como al masculino el mismo valor.
- Expresarse mediante un lenguaje representativo para ambos sexos.
- Facilitar el desarrollo integral de todas las personas, sin tener en cuenta las capacidades según su sexo.
- Erradicar roles sexistas sin estereotipos de género.
- Dar la oportunidad de conocer y trabajar sus emociones y sentimientos, educando a hombres y mujeres completos
- Prevenir la violencia de género, evitando mentalidades sexistas y discriminatorias.
- Evitar actividades, planteamientos y fórmulas que permitan la discriminación por razón de sexo.
- Visibilizar las contribuciones de las mujeres a la sociedad en diferentes ámbitos (ciencia, política, activismo…).
- Analizar y seleccionar materiales didácticos que contribuyan a la eliminación de estereotipos sexistas, evitando aquellos que los reproduzcan y que ofrezcan una representación sesgada de la diversidad de actividades realizadas por ambos sexos.
- Concienciar a toda la Comunidad Educativa y prevenir la transmisión de mensajes sexistas a través del currículo oculto.[13]

Es necesario que la coeducación se trabaje en el aula transversalmente en cada una de las materias y además, durante toda la escolarización. Para llevar a cabo este proceso educativo, es imprescindible una buena formación en coeducación del profesorado que permita al equipo docente diseñar y crear su propia metodología, adaptando los contenidos fomentando y ensalzando valores como la igualdad, la tolerancia, el respeto y la convivencia. Es imprescindible promover la presencia equilibrada de hombres y mujeres en la comunidad educativa, trabajar la corresponsabilidad en las aulas e impulsar el deporte en las mujeres. Por último, reconocer el papel activo de las mujeres en la historia.

## Coeducación a través de las tecnologías de la información y la comunicación
La coeducación puede abordarse desde el área de las tecnologías de la comunicación e información, las cuales, contribuyen al avance del desarrollo del currículum escolar. Estas herramientas fomentan la innovación educativa a través de recursos que amplían la construcción de conocimientos y agilizan su acceso. Desde diferentes organizaciones internacionales; como  Naciones Unidas o la Unesco, se han realizado estudios sobre cómo aprender mediante las tecnologías de la comunicación e información, incorporando cambios en contextos educativos con respecto a las metodologías empleadas para fomentar la igualdad de género desde las aulas. Por ello, son una herramienta básica en la educación de niñas y mujeres, aspecto también recogido en variedad de trabajos que estudian la relevancia de luchar contra los estereotipos.
Los sesgos de género influyen en la imagen de la mujer frente a sus competencias, originando una brecha educativa conexa a la falta de predilección por carreras CTIM, acrónimo utilizado prar hacer referencia a los campos de estudio y práctica profesional vinculados a la ciencia, tecnología, ingeniería y matemáticas. Este tipo de educación, trata de atender a retos económicos mundiales, ofrecer al individuo un conocimiento flexible y habilidades acordes a las necesidades actuales de la sociedad, así como formar al estudiantado a nivel científico para enfrentarse a conflictos tecnológicos y ambientales.
Existe una brecha vinculada al género y las preferencias académicas y laborales de chicos y chicas desde que son jóvenes. Desde edades tempranas se asignan roles a niños y niñas, y se determina maneras de actuar según su sexo. El mundo femenino se vincula a las habilidades lingüísticas y el masculino a una perspectiva científica. El sexismo académico existente, transmite una imagen de supremacía entre un sexo y otro, emparentando campos de acción y conocimiento aventajado a un solo patrón.
El tratamiento de la igualdad de género puede abordarse mediante el uso de las tecnologías de la información y de la comunicación, agrupando nuevas posibilidades y competencias dentro del área. En el siglo XXI el crecimiento de la nación va enlazado al grado de acceso a las tecnologías de la información y la comunicación. Actualmente, las sociedades provocan en la ciudadanía la necesidad de encontrarse conectados a la red.

## Coeducación en la educación especial
Las desigualdades sociales son más notorias en los espacios más vulnerables. En este sentido, el alumnado con necesidades específicas de apoyo educativo y necesidades educativas especiales es más propenso a sufrir este desnivel. Es responsabilidad del equipo docente el promover que puedan desarrollar sus vidas en igualdad de oportunidades.
Una de las herramientas para poder plasmar la coeducación en las aulas es a través de las tecnologías de la información y la comunicación por varios motivos:
- Favorecen el aprendizaje significativo constructivista, partiendo de lo cercano.
- La atención a la diversidad se potencia, permitiendo un aprendizaje con base en las diferentes necesidades que presenta el alumnado.
- Fomenta el aprendizaje cooperativo sin diferencias de sexo, ayudando a disminuir la brecha de género.